# Płaskowyż Jorski
Płaskowyż Jorski (gruz.: იორის ზეგანი, Ioris Zegani; azer.: İori yaylası) – płaskowyż we wschodniej Gruzji i częściowo w zachodnim Azerbejdżanie, między Kurą i Alazani. Rozciąga się z północnego zachodu na południowy wschód i rozcięty jest doliną rzeki Iori. Leży na wysokości 200–900 m n.p.m. Zbudowany jest ze zlepieńców, glin i piaskowców. Na przemian z niskimi grzbietami występują płaskie równiny i kotliny. Dominuje roślinność stepowa. Znaczna część płaskowyżu jest wykorzystana rolniczo.